# علي عبد العال
علي عبد العال سيد أحمد (من مواليد 29 نوفمبر 1948)، هو أستاذ قانون وسياسي مصري. كان رئيسًا لمجلس النواب في الفترة من 10 يناير 2016 إلى 12 يناير 2021. عمل كأستاذ للقانون بجامعة عين شمس وتخصص في القانون الدستوري.

## الدراسة
حاصل على ليسانس حقوق جامعة عين شمس دور مايو بتقدير جيد جدا، ودبلوم القانون العام من كلية الحقوق جامعة عين شمس دور مايو 1973 بتقدير جيد جدا ودبلوم القانون الجنائي من كلية الحقوق جامعة عين شمس دور مايو عام 1974 بتقدير جيد، ودكتوراه الدولة في القانون من جامعة باريس "1" سوربون في مارس عام 1984 بتقدير جيد جدا مع مرتبة الشرف.
عمل وكيلًا للنائب العام عام 1973، ثم معيدًا بقسم القانون العام بكلية الحقوق جامعة عين شمس عام 1974.

## رئاسة مجلس النواب
أصبح عبد العال رئيسًا لمجلس النواب المصري في 10 يناير 2016، بعد تأييد 401 نائب من 596 هو إجمالي عدد النواب.
أثارت تصريحات عبد العال في أكتوبر 2019 موجة من الجدل حين امتدح أدولف هتلر في معرض دفاعه عن الرئيس المصري عبد الفتاح السيسي. قال عبد العال إن هتلر له أخطاؤه، لكنه «وضع بنية أساسية قوية للدولة الألمانية» و«لا نملك رفاهية الاختلاف، بناء الأوطان في الفترات الانتقالية يستلزم المزيد من الإجراءات القاسية... ففي هذه الفترات تبنى المؤسسات وتوضع البنى التحتية». وبعد موجة الجدل، قال عبد العال أن تصريحاته قد اجتُزئت من سياقها، بالرغم أن مصادر مقربة من الحكومة المصرية هي من نقلت عنه.
تناول مجلس النواب في يونيو 2020 مشروع قانون ينظم انتخابات مجلس الشيوخ. وحينها قال عبد العال أن الديمقراطية محل خلاف عالمي كنظام انتخابي وثمة من يراها أسوأ النظم السياسية.

## المؤلفات
- الحريات العامة، 2014
- القضاء الدستوري، 2014
- القانون الإعلامي، 2014
- دور الديمقراطية في تطور نظام الإدارة المحلية، دراسة مقارنة، 2014
- النظام الدستوري المصري في ظل دستور عام 2014
- النظام الدستوري الكويتي مقارنا بالنظام الدستوري المصري، 2010